# Championnats d'Europe d'athlétisme 1986
Navigation
Les 14e Championnats d'Europe d'athlétisme ont eu lieu du 29 août au 3 septembre 1986

## Faits marquants
- Le 10 000 mètres féminin et le 10 km marche féminin figurent pour la première fois au programme de ces Championnats d'Europe d'athlétisme.
- Le temps est pluvieux  les 1ers jours et la température est fraîche pendant ces championnats. Cela ne les empêche pas d’être d’un niveau très relevé, avec dans 26 épreuves sur 41 la performance du vainqueur supérieure à celle du vainqueur des précédents championnats 1982 à Athènes.
- Les courses masculines sont dominées par la Grande-Bretagne avec un triplé sur 800 m et un doublé sur 1500m. Sebastian Coe gagne son 1er titre international sur 800 m après une course toute en intelligence, débordant dans la dernière ligne droite ses compatriotes Steve Cram puis Tom McKean. Autre individualité britannique : Daley Thompson, invaincu depuis 1980, arrache le décathlon devant les 2 Allemands de l’ouest Jürgen Hingsen et Siegfried Wentz galvanisés devant leur public. Il mène au bout de la 1re journée de 28 points, passe second après le disque avec 15 points de retard sur Hingsen mais réussit sous la pluie un saut à la perche de 5,10 m pour repasser devant puis finalement gagner avec 81 points d’avance .
- La reine de ces championnats est l’Allemande de l’Est Heike Daute-Drechsler double vainqueur du saut en longueur et du 200 m avec une classe d’écart sur ses adversaires.
- Dans les épreuves masculines, Youri Sedykh est champion d’Europe du marteau pour la 3e fois consécutive. Steve Cram (GB) au 1 500 m, Harald Schmid au 400 m haies, Daley Thompson au décathlon et l’URSS au 4 x 100 m sont champions d’Europe pour la deuxième fois consécutive. Dans les épreuves féminines, le relais est-allemand du 4 x 400 m est médaillé d’or pour la 5e fois consécutive. Marlies Oelsner-Göhr (RDA) au 100 m et Marita Koch (RDA) au 400 m sont championnes d’Europe pour la 3e fois consécutive. Rosa Mota (Portugal) au marathon et la RDA au 4 x 100 m sont championnes d’Europe pour la deuxième fois consécutive.
- Trois records du monde sont améliorés durant la compétition : celui du 400 mètres haies féminin par la Soviétique Marina Stepanova en 53 s 32 (ancien record 53 s 55 par Sabine Busch), celui du javelot féminin, en qualifications, par la Britannique Fatima Whitbread avec 77,44 m (ancien record 75,40 m par l'Allemande de l'Est Petra Felke) et celui du lancer du marteau masculin par le Soviétique Youri Sedykh avec 86,74 m (ancien record 86,66 m par lui-même). De plus, l'Est-Allemande Heike Daute-Drechsler égale en 21 s 71 son record du monde du 200 m féminin qu’elle détenait avec sa compatriote Marita Koch. Le Français Stéphane Caristan bat le record d’Europe du 110 m haies en 13 s 20 (ancien record en 13 s 28 par Guy Drut).
- Au nombre de médailles d’or, l’URSS et la RDA ne sont plus seules, la Grande-Bretagne fait un remarquable bond avec 8 titres dont 7 chez les hommes. Par contre, devant son public, l’Allemagne de l’Ouest ne connaît pas la même réussite qu’aux précédents championnats d’Athènes de 1982 en passant de 8 à 2 titres.

## Résultats

### Hommes
| Épreuves          | Or                                                                                              | Argent                                                                                     | Bronze                                                                                               |
| ----------------- | ----------------------------------------------------------------------------------------------- | ------------------------------------------------------------------------------------------ | --- |
| 100 m             | Linford Christie 10 s 15                                                                        | Steffen Bringmann 10 s 20                                                                  | Bruno Marie-Rose 10 s 21                                                                             |
| 200 m             | Vladimir Krylov 20 s 52                                                                         | Jürgen Evers 20 s 75                                                                       | Andrey Fedoriv 20 s 84                                                                               |
| 400 m             | Roger Black 44 s 59                                                                             | Thomas Schönlebe 44 s 63                                                                   | Mathias Schersing 44 s 85                                                                            |
| 800 m             | Sebastian Coe 1 min 44 s 50                                                                     | Tom McKean 1 min 44 s 61                                                                   | Steve Cram 1 min 44 s 88                                                                             |
| 1 500 m           | Steve Cram 3 min 41 s 09                                                                        | Sebastian Coe 3 min 41 s 67                                                                | Han Kulker 3 min 42 s 11                                                                             |
| 5 000 m           | Jack Buckner 13 min 10 s 15                                                                     | Stefano Mei 13 min 11 s 57                                                                 | Tim Hutchings 13 min 12 s 88                                                                         |
| 10 000 m          | Stefano Mei 27 min 56 s 79                                                                      | Alberto Cova 27 min 57 s 93                                                                | Salvatore Antibo 28 min 00 s 25                                                                      |
| Marathon          | Gelindo Bordin 2 h 10 min 54                                                                    | Orlando Pizzolato 2 h 10 min 57                                                            | Herbert Steffny 2 h 11 min 30                                                                        |
| 110 m haies       | Stéphane Caristan 13 s 20                                                                       | Arto Bryggare 13 s 42                                                                      | Carlos Sala 13 s 50                                                                                  |
| 400 m haies       | Harald Schmid 48 s 65                                                                           | Aleksandr Vasilyev 48 s 76                                                                 | Sven Nylander 49 s 38                                                                                |
| 3 000 m steeple   | Hagen Melzer 8 min 16 s 65                                                                      | Francesco Panetta 8 min 16 s 85                                                            | Patriz Ilg 8 min 16 s 92                                                                             |
| 20 km marche      | Jozef Pribilinec 1 h 21 min 15                                                                  | Maurizio Damilano 1 h 21 min 17                                                            | Miguel Ángel Prieto 1 h 21 min 36                                                                    |
| 50 km marche      | Hartwig Gauder 3 h 40 min 55                                                                    | Vyacheslav Ivanenko 3 h 41 min 54                                                          | Valeriy Suntsov 3 h 42 min 38                                                                        |
| Relais 4 × 100 m  | Union soviétique Aleksandr Yevgenyev Nikolay Yushmanov Vladimir Muravyov Viktor Bryzhin 38 s 29 | Allemagne de l'Est Thomas Schröder Steffen Bringmann Olaf Prenzler Frank Emmelmann 38 s 64 | Royaume-Uni Elliot Bunney Daley Thompson Michael McFarlane Linford Christie 38 s 71                  |
| Relais 4 × 400 m  | Royaume-Uni Derek Redmond Kriss Akabusi Brian Whittle Roger Black 2 min 59 s 84                 | Allemagne de l'Ouest Klaus Just Edgar Itt Harald Schmid Ralf Lübke 3 min 0 s 17            | Union soviétique Vladimir Prosin Vladimir Krylov Arkadiy Kornilov Aleksandr Kurotchikin 3 min 0 s 47 |
| Saut en hauteur   | Igor Paklin 2,34 m                                                                              | Sergey Malchenko 2,31 m                                                                    | Carlo Thränhardt 2,31 m                                                                              |
| Saut en longueur  | Robert Emmiyan 8,41 m                                                                           | Serhiy Layevskyy 8,01 m                                                                    | Giovanni Evangelisti 7,92 m                                                                          |
| Saut à la perche  | Sergueï Bubka 5,85 m                                                                            | Vasiliy Bubka 5,75 m                                                                       | Philippe Collet 5,75 m                                                                               |
| Triple saut       | Khristo Markov 17,66 m                                                                          | Māris Bružiks 17,33 m                                                                      | Oleg Protsenko 17,28 m                                                                               |
| Lancer du poids   | Werner Günthör 22,22 m                                                                          | Ulf Timmermann 21,84 m                                                                     | Udo Beyer 20,74 m                                                                                    |
| Lancer du disque  | Romas Ubartas 67,08 m                                                                           | Georgiy Kolnootchenko 66,32 m                                                              | Vaclavas Kidykas 65,60 m                                                                             |
| Lancer du javelot | Klaus Tafelmeier 84,76 m                                                                        | Detlef Michel 81,90 m                                                                      | Viktor Yevsyukov 81,80 m                                                                             |
| Lancer du marteau | Youri Sedykh 86,74 m (WR)                                                                       | Sergey Litvinov 85,74 m                                                                    | Igor Nikulin 82,20 m                                                                                 |
| Décathlon         | Daley Thompson 8 811 points                                                                     | Jürgen Hingsen 8 730 points                                                                | Siegfried Wentz 8 676 points                                                                         |

## Tableau des médailles
| Rang | Nation          | Or | Argent | Bronze | Total |
| ---- | --------------- | -- | ------ | ------ | ----- |
| 1    | URSS            | 11 | 13     | 12     | 36    |
| 2    | RDA             | 11 | 10     | 8      | 29    |
| 3    | Royaume-Uni     | 8  | 2      | 5      | 15    |
| 4    | Bulgarie        | 3  | 4      | 1      | 8     |
| 5    | Italie          | 2  | 6      | 2      | 10    |
| 6    | RFA             | 2  | 4      | 5      | 11    |
| 7    | France          | 1  | 1      | 2      | 4     |
| 8    | Espagne         | 1  | 0      | 2      | 3     |
| 9=   | Suisse          | 1  | 0      | 0      | 1     |
| 9=   | Tchécoslovaquie | 1  | 0      | 0      | 1     |
| 9=   | Norvège         | 1  | 0      | 0      | 1     |
| 9=   | Portugal        | 1  | 0      | 0      | 1     |
| 13   | Suède           | 0  | 1      | 2      | 3     |
| 14   | Roumanie        | 0  | 1      | 1      | 2     |
| 15   | Finlande        | 0  | 1      | 0      | 1     |
| 16   | Pays-Bas        | 0  | 0      | 2      | 2     |
| 17   | Pologne         | 0  | 0      | 1      | 1     |
|      |                 | 43 | 43     | 43     | 129   |